# Olios sherwoodi
Olios sherwoodi är en spindelart som beskrevs av Roger de Lessert 1929. Olios sherwoodi ingår i släktet Olios och familjen jättekrabbspindlar.
Artens utbredningsområde är Kongo. Inga underarter finns listade i Catalogue of Life.